# Cantone di Chaumergy
Il Cantone di Chaumergy era una divisione amministrativa dell'arrondissement di Lons-le-Saunier.
A seguito della riforma approvata con decreto del 17 febbraio 2014, che ha avuto attuazione dopo le elezioni dipartimentali del 2015, è stato soppresso.

## Composizione
Comprendeva i comuni di:
- Bois-de-Gand
- La Chassagne
- Chaumergy
- La Chaux-en-Bresse
- Chêne-Sec
- Commenailles
- Les Deux-Fays
- Foulenay
- Francheville
- Froideville
- Recanoz
- Rye
- Sergenaux
- Sergenon
- Le Villey
- Vincent